# Tipula (Trichotipula) macrophallus
Tipula (Trichotipula) macrophallus is een tweevleugelige uit de familie langpootmuggen (Tipulidae). De soort komt voor in het Nearctisch gebied.